# 인흥초등학교
인흥초등학교는 대한민국 강원특별자치도 고성군에 있는 초등학교다.

## 학교 연혁
- 1940.11.15 인흥공립심상소학교로 설립인가
- 1941.04.01 인흥공립국민학교로 개칭
- 1951.09.01 천진국민학교 용촌분교로 수복
- 1952.11.01 인흥국민학교로 승격
- 1996.03.01 인흥초등학교로 개칭
- 2012.03.01 제26대 교장 이남선 부임
- 2014.02.14 제62회 졸업식(총 졸업생 수 1,607명)